# مارين سلوجاك
مارين سلوجاك (بالكرواتية: Marin Soljačić) (ولد في 7 فبراير 1974) هو فيزيائي كرواتي أمريكي ومهندس كهربائي. يعرف بدوره الكبير في تطوير تكنولوجيا نقل الطاقة لاسلكيا والبصريات اللاخطية، وهو مؤسس شركة واي تريستي.

## السيرة الذاتية
ولد سلوجاك في مدينة زغرب، جمهورية يوغوسلافيا الاشتراكية الاتحادية سابقا (كرواتيا حاليا) في السابع من فبراير عام 1974. إلتحق بعد تخرجه من مدرسة الجمنازيوم الخامسة عشر (MIOC) للرياضيات وعلوم الحاسب في مدينة زغرب بمعهد ماساتشوستس للتكنولوجيا، لينال فيه درجة بكالوريوس العلوم في الفيزياء والهندسة الكهربائية في عام 1996. وفي عام 1998 حصل على درجة الماجستير من جامعة برينستون، بينما حصل على درجة الدكتوراة في الفيزياء في عام 2000. ليصبح في عام 2005 أستاذا للفيزياء في معهد ماساتشوستس للتكنولوجيا.
حصل مارين سلوجاك في عام 2008 على زمالة ماك آرثر.

## الأعمال

مخطط يوضح تجربة نقل الطاقة لاسلكيا التي قام بها مارين سلوجاك ومساعديه في معهد ماساتشوستس للتكنولوجيا

تعتمد فكرة نقل الكهرباء لاسلكيا على ملفين رنينين كهرومغناطيسيين وخاصية الرنين الكهربائية. يتكون النظام من أجهزة إرسال وأجهزة إستقبال تحتوي على حلقات مغناطيسية مضبوطة على نفس التردد. ولا بد أن تكون أجهزة الإستقبال ضمن مسافة لا تتعدى ربع الطول الموجي من أجهزة الإرسال.

في مايو 2007، نجح مارين سلوجاك ومساعديه في القيام بنقل الطاقة غير الإشعاعية للمرة الأولى لمسافة 2 متر لتشغيل مصباح بقدرة 60 وات بكفاءة وصلت إلى 40%. تشابه عمل سلوجاك مع عمل الفيزيائي ومخترع القرن العشرين نيكولا تيسلا، ولكنه اختلف عنه في مدى انتقال الطاقة. فعلى عكس تيسلا الذي حاول نقل الطاقة لمسافات بعيدة في ولاية كولورادو، ركز سلوجاك على نقل الطاقة داخل نطاق صغير. استخدم تيسلا ظاهرة الرنين لنقل المجالات الكهربية (تعتبر هذه الطريقة خطرة لأنها تتسبب في حدوث شرارة كبيرة وبرق) في حين أن سلوجاك إقترح استخدام الملفات في نقل المجالات المغناطيسية وحصر دور المجالات الكهربية في المكثفات داخل الأجهزة للوقاية من الشرارة.
أنشأ سلوجاك شركة واي تريستي WiTricity في مدينة وترتاون، مقاطعة ميدلسيكس، ولاية ماساشوستس، الولايات المتحدة الأمريكية. لصناعة أجهزة تسطيع استخدام هذه التكنولوجيافي إنارة المصابيح عن بعد وشحن الهواتف والحواسيب والسيارات.
لم تقتصر مساهمات أستاذ الفيزياء مارين سلوجاك على تطوير طرق نقل الطاقة لاسلكيا، فعمل على تبسيط العديد من مشاكل الكهرومغناطيسية، تصنيف المواد على حسب طولها الموجي مثل المواد الميكروية والمواد النانوية الموجودة في ضوء الأشعة تحت الحمراء والمرئية، بما في ذلك الأجهزة البصرية غير الخطية والبلازمونات السطحية.
قامت وزارة الطاقة الأمريكية بدعم وتمويل بحثه الأخير عن استخدام البلورات الضوئية في الخلايا الشمسية بمبلغ 20 مليون دولار.

## التكريمات
حصل سلوجاك على العديد من التكريمات والجوائز مثل:
- ميدالية أدولف لومب في عام 2005
- تي آر 35 في عام 2006
- زمالة ماك آرثر في عام 2008
- ميدالة ليونارد بلافاتنيك في عام 2014